# Академічне веслування на літніх Олімпійських іграх 2024 — вісімки (жінки)
Змагання з академічного веслування у вісімках серед жінок на літніх Олімпійських іграх 2024 у Парижі тривали з 29 липня до 3 серпня на Національному олімпійському морському стадіоні Іль-де-Франс у Вер-сюр-Марні. Змагалися 63 веслувальниці (7 вісімок) з 7 країн.

## Розклад
Змагання тривають шість днів. Вказано час початку сесії. Під час однієї сесії можуть відбуватися змагання в кількох різних дисциплінах.
Вказано центральноєвропейський час (UTC+2)
| Дата                     | Час   | Раунд             |
| ------------------------ | ----- | ----------------- |
| Понеділок, 29 липня 2024 | 12:00 | Попередні запливи |
| Четвер, 1 серпня 2024    | 10:10 | Втішні запливи    |
| Субота, 3 серпня 2024    | 10:50 | Фінал             |

## Склади вісімок
| Номер | Веслувальниця | Країна                |
| ----- | --- | --------------------- |
| 1     | Катріна Веррі Люсі Стефан Жаклін Свік Джорджина Роув Сара Гоу Джорджия Паттен Бронвін Кокс Пейдж Барр Гейлі Вербунт                                                 | Австралія (AUS)       |
| 2     | Ебіґейл Дент Келлей Філмер Кашя Ґручалла-Весєрскі Мая Мешкулейт Сідні Пейн Джессіка Севік Крістіна Вокер Авалон Вейстніс Крістен Кіт (cox)                          | Канада (CAN)          |
| 3     | Вероніка Бумбака Аліче Кодато Лінда де Філіппіс Аліче Ньятта Еліза Монделлі Джорджа Пелаккі Айша Рочек Сільвія Террацці Емануеле Каппоні (cox)                      | Італія (ITA)          |
| 4     | Енні Кемпбелл-Орд Голлі Данфорд Емілі Форд Лорін Ервін Хейді Лонг Рован Маккеллар Їв Стюарт Гаррієт Тейлор Генрі Філдман (cox)                                      | Велика Британія (GBR) |
| 5     | Адріана Айлінкай Роксана Ангел Амалія Береш Ніколета-Анкуца Боднар Марія-Магдалена Русу Марія Тіводаріу Йоана Вринчану Сімона Радіш Вікторія-Штефанія Петряну (cox) | Румунія (ROU)         |
| 6     | Фріда Вернер Фольдаґер Клара Горннаесс Сара Йогансен Ніколіне Лайдлав Карен Мортенсен Кароліне Мунх Нанна Віґільд Софі Віккельсое Софі Естерґорд (cox)              | Данія (DEN)           |
| 7     | Шарлотт Бак Моллі Брюґґмен Олівія Коффі Клер Коллінз Марґарет Гедмен Меган Мусніцькі Реджіна Салмонс Мадлен Ванамейкер Ніна Кастанья (cox)                          | США (USA)             |

## Підсумки

### Попередні запливи

#### Заплив 1
| Місце | Доріжка | Країна                | Час     | Нотатки |
| ----- | ------- | --------------------- | ------- | ------- |
| 1     | 2       | Велика Британія (GBR) | 6:16.20 | Q       |
| 2     | 4       | Австралія (AUS)       | 6:18.61 | В       |
| 3     | 1       | Канада (CAN)          | 6:21.31 | В       |
| 4     | 3       | Данія (DEN)           | 6:39.30 | В       |

#### Заплив 2
| Місце | Доріжка | Країна        | Час     | Нотатки |
| ----- | ------- | ------------- | ------- | ------- |
| 1     | 1       | Румунія (ROU) | 6:12.31 | Q       |
| 2     | 3       | США (USA)     | 6:19.00 | В       |
| 3     | 2       | Італія (ITA)  | 6:28.47 | В       |

#### Втішний заплив
| Місце | Доріжка | Країна          | Час     | Нотатки |
| ----- | ------- | --------------- | ------- | ------- |
| 1     | 2       | США (USA)       | 6:03.93 | Q       |
| 2     | 4       | Канада (CAN)    | 6:04.81 | Q       |
| 3     | 3       | Австралія (AUS) | 6:06.09 | Q       |
| 4     | 1       | Італія (ITA)    | 6:09.65 | Q       |
| 5     | 5       | Данія (DEN)     | 6:22.21 |         |

### Фінал
| Місце | Доріжка | Країна                | Час     | Нотатки |
| ----- | ------- | --------------------- | ------- | ------- |
| 1     | 3       | Румунія (ROU)         | 5:54.39 |         |
| 2     | 2       | Канада (CAN)          | 5:58.84 |         |
| 3     | 4       | Велика Британія (GBR) | 5:59.51 |         |
| 4     | 6       | Австралія (AUS)       | 6:00.73 |         |
| 5     | 5       | США (USA)             | 6:01.73 |         |
| 6     | 1       | Італія (ITA)          | 6:07.51 |         |